# Pero Barreto de Magalhães
Pêro Barreto de Magalhães(1479- Ponte da Barca, 1 Março de 1510- aguada de Saldanha, África do Sul) foi um navegador português que partiu de Lisboa para a Índia em 18 Maio de 1505 na frota de Pêro de Anaia, com o objetivo de edificar a fortificação de Sofala, em Moçambique, a primeira fortificação europeia na África Oriental. Fins de Outubro de 1505, partiu de Sofala com três naus foram enviadas para as Índias, levando carta de Pêro de Anaia para o vice-rei das Índias, Francisco de Almeida. Ingressou na frota comandada por Lourenço de Almeida. Era primo segundo do navegador Fernão de Magalhães . Particiou ativamente na Batalha de Chaul. Havia duas opções estratégicas: ou bombardear os navios egípcios ou tomá-los de assalto. O mestre artilheiro de Lourenço, o alemão Michel Arnau, propôs uma solução simples: “Não arrisque a si mesmo ou a seus homens, porque o que você quer pode ser feito sem qualquer perigo e, se não, […] você pode mandar que cortem minhas mãos”. Entretanto, a sombra do fracasso em Dabul ainda pairava. Ávidos por conquistar honra e riqueza, […] não deram atenção ao conselho do alemão. Decidiram pela abordagem, de modo que pudessem ganhar a glória com a ponta da espada”. É possível que Pero Barreto, o segundo na linha de comando e dotado de cabeça mais fria, tivesse apoiado Arnau. Foram voto vencido  Na Batalha de Diu, participou como capitão da Grande Nau Taforeia Grande, a segunda maior nau da armada do vice-rei Dom Francisco de Almeida. Faleceu na viagem de retorno a Portugal, na Baia de Saldanha, em escaramuça com cafres, junto a Dom Francisco de Almeida e mais 70 portugueses. 